# Нежинская электростанция
Дом Нежинской электростанции или Дом первой в Нежине городской электростанции (укр. Будинок Ніжинської електростанції, укр. Будинок першої в Ніжині міської електростанції) — памятник архитектуры местного значения в Нежине. Электростанция стала первой подобной постройкой в городе. Сейчас здесь размещается Нежинская детско-юношеская спортивная школа.

## Статус
Изначально объект был внесён в «список памятников архитектуры вновь выявленных» под названием Первая городская электростанция.
Приказом Министерства культуры и туризма от 21.12.2012 № 1566 присвоен статус памятник архитектуры местного значения с охранным № 5571-Чр под названием Дом первой в Нежине городской электростанции.

## Электростанция
Впервые идея строительства городской электростанции в Нежине возникла в 1910—1911 годах. На специальном заседании городской думы 13 мая 1913 года было принято решение о проведении подготовительных работ по строительству электростанции. В периодических изданиях «Киевлянин», «Киевская мысль», «Варшавский курьер», «Одесские ведомости» и «Черниговское слово» появились объявления о поиске лучшего проекта электростанции на условиях концессии. Предложения принимались до 15 мая 1914 года.

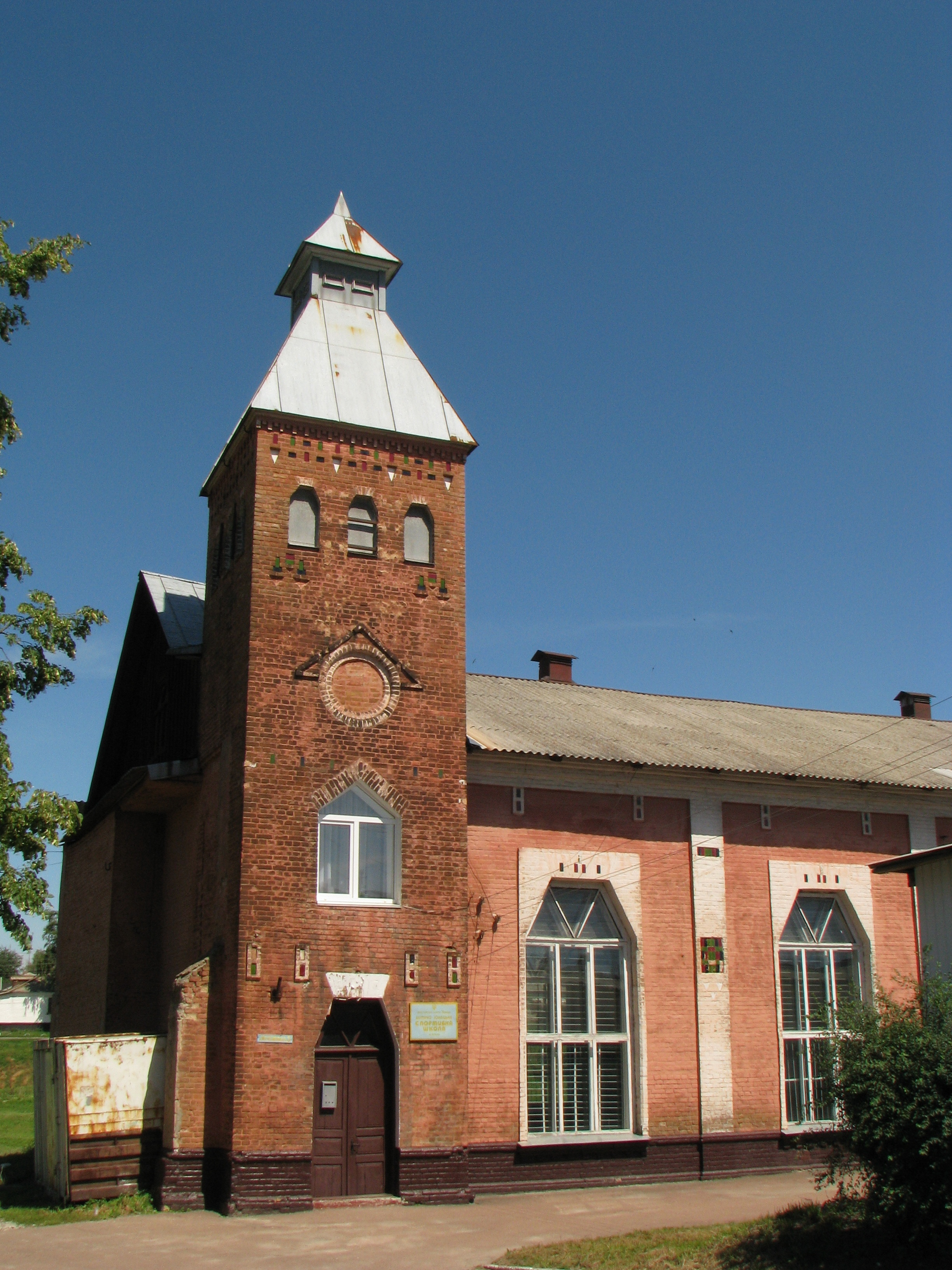
Центральный фасад здания, 2011 год

Власти города не давали гарантий стабильного потребления произведённой электроэнергии. Один из участников конкурса оценивал строительство электростанции в 130—140 тысяч рублей. Доверенное лицо «Анонимного общества технико-коммерческого синдиката Брюссель» Цейтлин, побывавший в Нежине в апреле 1914 году, сделал вывод о нерентабельности строительства электростанции в городе из-за финансовой непривлекательность проекта. В итоге к последнему дню приёма заявок осталось три предпринимателя — Безрадецкий, Попельский и Калина.
16 мая на заседании городской думы было решено отдать предпочтению Эммануилу Архиповичу Калине с которым 16 июля было заключено соглашение. Строительство началось в конце 1914 года. Архитектором стал Афанасий Сластион, выполнивший проект здания в стиле украинского модерна. Дизельный двигатель мощностью 135 лошадиных сил и насосы были изготовлены на киевском заводе «Гретер». Завод также занимался прокладкой городской электросети. Инженер И. И. Шольц был направлен заводом для наблюдения за процессом установки оборудования. В ходе строительства было использовано 1501 пуд цемента и 30 тысяч кирпичей. Кроме того, на улицах Московской, Миллионной и Гоголевской были установлены дубовые столбы электросети.
Электростанция начала работу осенью 1916 года. 29 декабря 1916 года было образовано «Нежинское электрическое акционерное общество» с уставным капиталом 300 тысяч рублей. Общество распределило 300 акций номиналом в одну тысячу рублей. Больше всего акций досталось Эммануилу Калине. Первоначально электростанция обеспечивала напряжением 69 уличных фонарей. К 1917 году количество фонарей возросло до 300, при этом 33 из них работали всю ночь. В течение первых двух лет работы были электрифицированы здания городской думы, военного ведомства, суда и историко-филологического института, после чего рабочие провели электросеть к частным домам, театрам, клубам и магазинам. Мощности электростанции позволяли обслуживать максимум 5-6 тысяч лампочек.

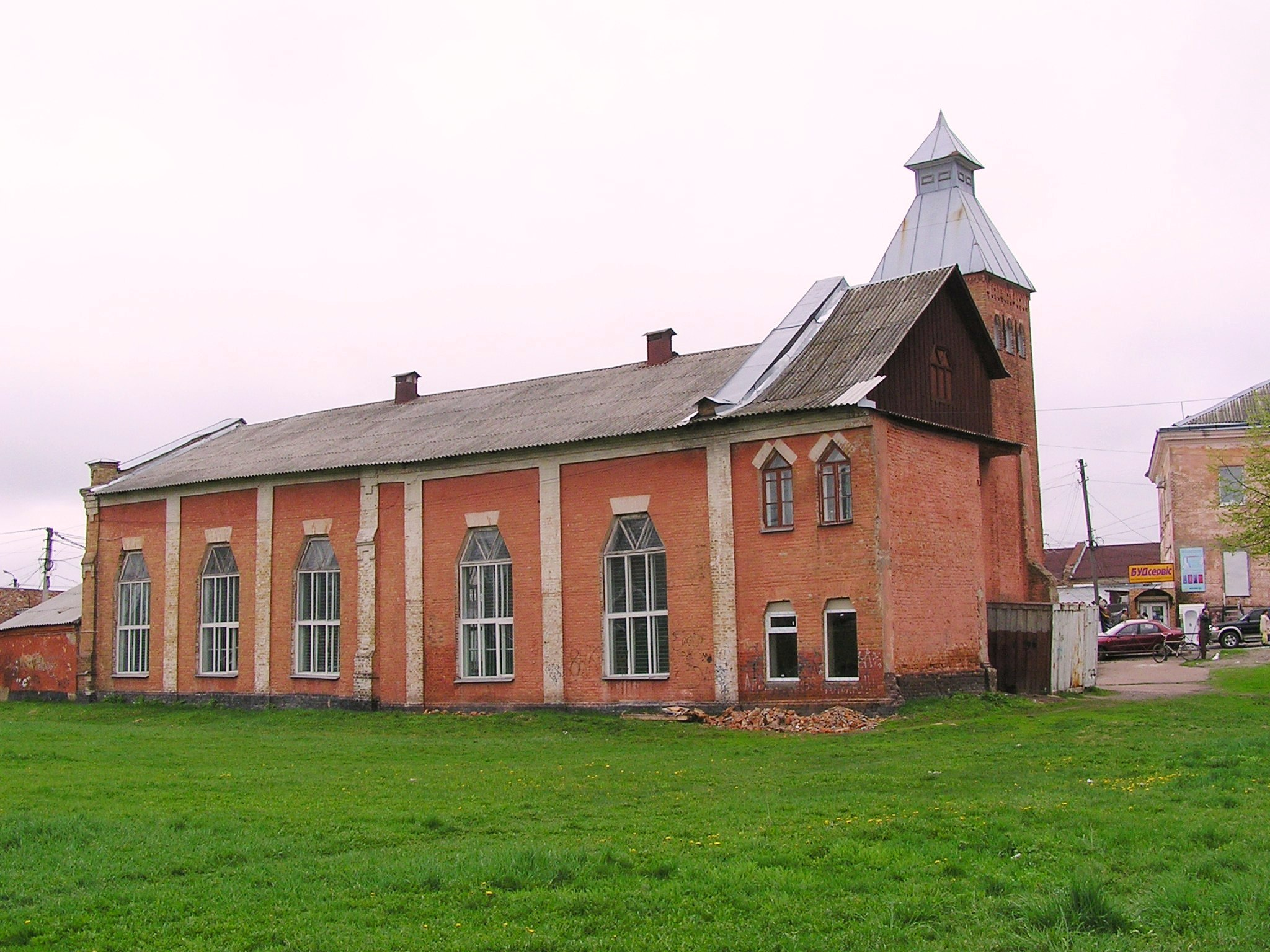
Вид на здание со стороны реки Остёр, 2011 год

В первые годы работы электростанция столкнулась с рядом проблем: дороговизной электроэнергии для потребителей, её постоянное удорожание, перебои поставок и рост цен на Галицкую нефть. Кроме того, Техническое бюро при городской управе, контролировавшее правила электрического освещения, сообщало, что из-за неквалифицированных работников электрификация была выполнена с нарушением норм. Данные проблемы приводили к сбоям в работе электросети. Также было зафиксировано уменьшение потребления электроэнергии. В 1917 году средний показатель потребления составлял порядка 10 тысяч КВт, а уже к следующем году — 7-8 тысяч КВт.
Электростанция работала по назначению до начала Великой Отечественной войны. Во время войны здание получило частичные повреждения. После войны в помещении электростанции размещалось ремесленное училище и спортзал. По состоянию на 2019 год в здании располагается Нежинская детско-юношеская спортивная школа.

## Архитектура
Дом Нежинской электростанции — один из оригинальных примеров разработки рационального варианта украинского народного стиля среди промышленных объектов дореволюционного периода (до октября 1917 года). Была построена в 1914—1916 годы по проекту архитектора А. Г. Сластиона в украинском народном стиле (по другим данным украинского модерна). Во время Великой Отечественной войны дом был частично разрушен, в послевоенные годы — отстроен. 
Изначально дом электростанции имел асимметрическую композицию, которая включала левее входа двухэтажный объём, где размещалось пультовое управление и административная часть (не сохранилась). Вход и сейчас подчёркивает башня, увенчанная шатровой крышей с заломом (уступом) и шпилем. Правее — бывший машинный зал, стену которого прорезают трапециевидной формы окна, между которыми — лопатки с украшениями из цветных майоликовых плиток. 